# Melissa Barrera
Melissa Barrera Martínez (* 4. července 1990 Monterrey) je mexická herečka a zpěvačka, která se proslavila svými rolemi v telenovelách Siempre Tuya Acapulco (2013) a Tanto Amor (2015).

## Kariéra
Studovala na American School Foundation of Monterrey, kde vystupovala ve školních muzikálech. Její televizní debut byl v mexické reality show La academia v roce 2011, kde prokázala svůj talent ke zpívání. V roce 2003 zpívala v duetu jako Melissa y Sebastian, a natočila své první album a svůj první top ten rozhlasový hit Mamma Maria, což je cover písně od Ricchi e Poveri z 80. let. V roce 2015 natočila píseň Volver a caer pro telenovelu Tanto Amor.
V roce 2012 hrála ve dvou telenovelách La mujer de Judas a La otra cara del alma. V roce 2010, když studovala na New York University, hrála ve filmu L for Leisure. V roce 2014 hrála hlavní roli v telenovele Siempre tuya Acapulco.

## Filmografie

### Film
| Rok  | Název                                       | Role                   | Poznámky         |
| ---- | ------------------------------------------- | ---------------------- | ---------------- |
| 2014 | L for Leisure                               | Kennedy                |                  |
| 2016 | Manual de principiantes para ser presidente | Brisa Carreiro         |                  |
| 2016 | El Hotel                                    | Karina                 |                  |
| 2018 | Sacúdete las penas                          | Luisa Martin Del Campo |                  |
| 2018 | Dos Veces Tú                                | Daniela Cohen          |                  |
| 2021 | Život v Heights                             | Vanessa                |                  |
| 2022 | Vřískot                                     | Samantha Carpenter     |                  |
| 2022 | Bed Rest                                    | Julie Rivers           |                  |
| 2022 | Carmen                                      | Carmen                 |                  |
| 2023 | Vřískot 6                                   | Samantha Carpenter     |                  |
| 2024 | Abigail                                     | Joey                   |                  |
| 2024 | Your Monster                                | Laura Franco           | také producentka |

### Televize
| Rok       | Název                 | Role             | Poznámky              |
| --------- | --------------------- | ---------------- | --------------------- |
| 2011      | La Academia           | Samu sebe        | 14 dílů               |
| 2012      | La mujer de Judas     | Zulamita         | vedlejší role         |
| 2012–2013 | La otra cara del alma | Mariana Durán    | vedlejší role         |
| 2014      | Láska až za hrob      | Olvido Pérez     | hlavní role, 124 dílů |
| 2015      | Tanto amor            | Mía González     | hlavní role, 119 dílů |
| 2016–2017 | Perseguidos           | Liliana Rincón   | 11 dílů               |
| 2017      | Club de Cuervos       | Isabel Cantú     | 8 dílů                |
| 2018–2020 | Vida                  | Lyn Hernandez    | hlavní role, 22 dílů  |
| 2020      | Acting for a Cause    | Elizabeth Bennet | díl: „Pýcha a pád“    |

### Hudební videa
| Rok  | Název skladby | Umělec        | Poznámky |
| ---- | ------------- | ------------- | -------- |
| 2021 | "Say Less"    | Anthony Ramos |          |